# Amblyeleotris

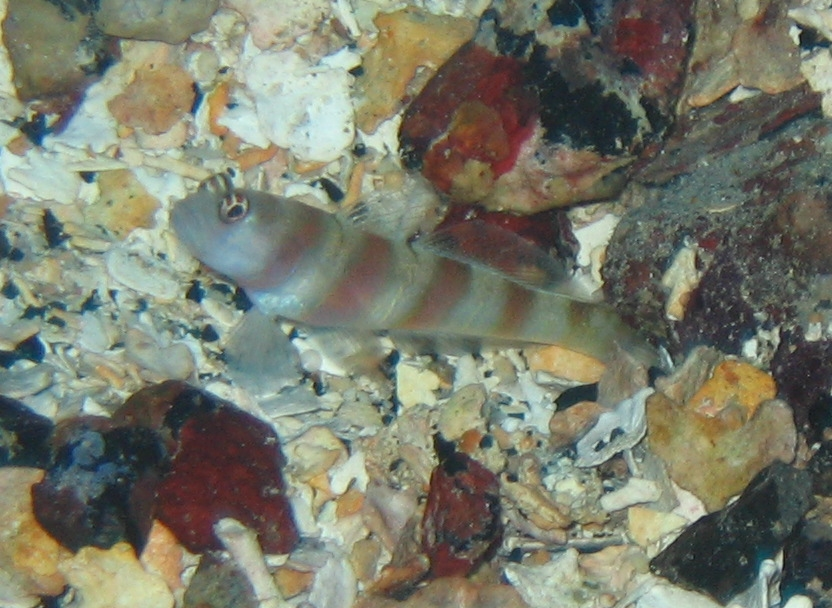
Amblyeleotris steinitzi

Amblyeleotris es un género de peces de la familia de los Gobiidae en el orden de los Perciformes.

## Morfología
- La longitud máxima de sus especies oscila entre menos de 30 mm hasta casi los 200.

## Distribución geográfica
Se encuentra en los océanos Índico y Pacífico

## Costumbres
Este género de Gobiidae es conocido por su relación simbiótica con camarones del género Alpheus: el artrópodo excava y cuida de una madriguera que es utilizado por ambos animales, mientras que el Gobiidae -que tiene una mejor amplitud visual se mantiene alerta por los posibles depredadors. El decápodo mantiene un contacto casi constante con el pez mediante antena.

## Especies
- Amblyeleotris arcupinna (Mohlmann & Munday, 1999)
- Amblyeleotris aurora (Polunin & Lubbock, 1977)
- Amblyeleotris bellicauda (Randall, 2004)
- Amblyeleotris biguttata (Randall, 2004)
- Amblyeleotris bleekeri (Chen, Shao & Chen, 2006)
- Amblyeleotris callopareia (Polunin & Lubbock, 1979)
- Amblyeleotris delicatulus (Smith, 1958)
- Amblyeleotris diagonalis (Polunin & Lubbock, 1979)
- Amblyeleotris downingi (Randall, 1994)
- Amblyeleotris ellipse (Randall, 2004)
- Amblyeleotris fasciata (Herre, 1953)
- Amblyeleotris fontanesii (Bleeker, 1852)
- Amblyeleotris guttata (Fowler, 1938)[
- Amblyeleotris gymnocephala (Bleeker, 1853)
- Amblyeleotris harrisorum (Mohlmann & Randall, 2002)
- Amblyeleotris japonica (Takagi, 1957)
- Amblyeleotris katherine (Randall, 2004)
- Amblyeleotris latifasciata (Polunin & Lubbock, 1979)
- Amblyeleotris macronema (Polunin & Lubbock, 1979)
- Amblyeleotris marquesas (Mohlmann & Randall, 2002)
- Amblyeleotris masuii (Aonuma & Yoshino, 1996)[21]
- Amblyeleotris melanocephala (Aonuma, Iwata & Yoshino, 2000)
- Amblyeleotris morishitai (Senou & Aonuma, 2007)
- Amblyeleotris novaecaledoniae (Goren, 1981)
- Amblyeleotris ogasawarensis (Yanagisawa, 1978)
- Amblyeleotris periophthalma (Bleeker, 1853)
- Amblyeleotris randalli (Hoese & Steene, 1978)
- Amblyeleotris rhyax (Polunin & Lubbock, 1979)
- Amblyeleotris rubrimarginata (Mohlmann & Randall, 2002)
- Amblyeleotris steinitzi (Klausewitz, 1974)
- Amblyeleotris stenotaeniata (Randall, 2004)
- Amblyeleotris sungami (Klausewitz, 1969)
- Amblyeleotris taipinensis (Chen, Shao & Chen, 2006)
- Amblyeleotris triguttata (Randall, 1994)
- Amblyeleotris wheeleri (Polunin & Lubbock, 1977)
- Amblyeleotris yanoi (Aonuma & Yoshino, 1996)[